# Leyes de restricción de altura
Las leyes de restricción de altura son leyes que limitan la altura máxima de edificios o estructuras. Hay varios motivos para estas medidas. Algunas restricciones limitan la altura de nuevos edificios para no bloquear vistas de una obra más antigua considerada un monumento importante por el gobierno. Por ejemplo, en la capital de la Rusia zarista, San Petersburgo, ningún edificio podía ser más alto que el Palacio de Invierno. Otras restricciones se deben a preocupaciones prácticas, como las que se imponen cerca de aeropuertos para evitar peligros a la seguridad aérea.
Las leyes de restricción de altura a veces se convierten en un punto de contención debido a su uso para regular el crecimiento de la oferta de vivienda. El rápido crecimiento de la oferta de vivienda beneficia a los arrendadores al producir bajos precios y mucha oferta, mientras que un crecimiento lento o nulo de la oferta de vivienda beneficia a los propietarios al permitirles cobrar precios más altos. De esta manera, las leyes de restricción de altura se convierten a veces en parte de una lucha de clases pese a que su objetivo original fuera inocuo.

## Asia

### Filipinas
El decreto presidencial número 1537 con fecha del 4 de enero de 1978 titulado «para la conservación de las murallas de Intramuros y la restauración de su foso y explanada original» incluye en la sección 10 que la altura de los edificios en el distrito Intramuros se deberá basar en la anchura de las calles hacia las que tiene fachada, pero la altura total de la estructura no podrá exceder los treinta metros. Ninguna torre puede tener más de treinta y cinco metros de altura medidos desde la acera.

### Hong Kong
Para proteger las líneas montañosas de la Isla de Hong Kong y Kowloon, hay restricciones de altura según la localización de los edificios.

### Indonesia
En Bali (Indonesia) ningún edificio puede ser más alto que un árbol de coco, que mide unos quince metros. El único edificio más alto que un árbol de coco es el Bali Beach Hotel, debido a que fue construido antes de que entrara en vigor la restricción de altura.

### Singapur
Los edificios en Raffles Place, Marina Centre, Marina Bay Sands, Bugis y Kallang tienen restricciones de altura de hasta 280 m debido a la proximidad de la Base Aérea de Paya Lebar.

## Europa
En Europa no hay ninguna ley general para restringir la altura de las estructuras. Sin embargo, hay leyes de restricción de altura en muchas ciudades, a menudo destinadas a proteger las vistas de los centros históricos.
En Atenas, los edificios no pueden superar las doce plantas para no bloquear la vista hacia el Partenón. No obstante hay varias excepciones, como la Torre Atenas, que superan ese número de plantas. Esto se debe a que fueron construidos lejos del centro o durante períodos de inestabilidad política. La Torre Atenas es el edificio más alto de la ciudad con 103 metros de altura y 25 plantas.
En la zona central de Roma, delimitada por las murallas aurelianas, ningún edificio puede superar la altura de la cúpula de la Basílica de San Pedro, 136 metros. Un rascacielos llamado Torre Eurosky construido en 2012 en el barrio EUR, fuera de las murallas aurelianas, supera este límite con 155 metros de altura y es el edificio más alto de la ciudad.
El gobierno húngaro está introduciendo una nueva prohibición de rascacielos con la esperanza de preservar el horizonte de Budapest. Gergely Gulyás, ministro de la oficina del primer ministro, declaró recientemente que la prohibición afectará a todos los edificios nuevos en Budapest de más de 90 metros de altura, aunque dicha medida no afectará a una torre de 120 metros que estará exenta porque ganó previamente el permiso de planificación.
Sin embargo, hay una restricción de altura para nuevas turbinas eólicas en tierra en la Unión Europea, que limita su altura total a 200 metros.

## América del Norte

### Canadá
Canadá no tiene leyes nacionales de altura, pero muchas ciudades tienen estatutos que limitan la altura de los edificios y además la autoridad nacional de aviación (Transport Canada) restringe la construcción de estructuras cerca de aeropuertos. Algunos ejemplos:
- Montreal: hasta finales de la década de 1920, todos los edificios estaban limitados a diez plantas. Actualmente los edificios están limitados a una altura de 200 metros y están sujetos a no contrastar la vista del Monte Royal, el espacio verde más importante de la ciudad, con la única excepción de las antenas y las torres de comunicaciones, que pueden alcanzar los 223 m metros sobre el nivel del mar. En Downtown Montreal hay en la actualidad un único edificio de más de 200 metros, el 1000 De La Gauchetière, que fue construido como un proyecto especial en 1992.
- Ottawa-Gatineau: Hasta 1973, los edificios de Downtown Ottawa estaban limitados a 45,5 m para que la Peace Tower, parte de los edificios del parlamento, pudiera dominar el skyline.[9]
- Saskatoon: continúa limitando la altura de los edificios a un máximo de 76 metros debido a que hay una ruta aérea que atraviesa el centro de la ciudad.[10] Sin embargo, la propuesta reciente de una torre de 90 - 100 metros podría conducir a la subida de este límite.[11]
- Vancouver: mantiene «corredores de visión» que protegen las vistas de las North Shore Mountains.[12] También permite que los promotores superen la altura máxima a cambio de conservar edificios históricos.
- Whitehorse: Ningún edificio puede tener más de cuatro plantas debido a la cercana línea de falla. La cámara de comercio de Whitehorse dijo que mantener el límite de altura de cuatro plantas desalentaría a las empresas a instalarse en la ciudad. En 2007, el ayuntamiento de la ciudad rechazó la propuesta de aumentar el límite a ocho plantas. Para superar el límite de altura, el promotor tendría que solicitar una enmienda al plan urbanístico oficial de la ciudad.[13]

### Estados Unidos
Tanto la Administración Federal de Aviación (FAA) como la Comisión Federal de Comunicaciones (FCC) tienen una presunción refutable de no construir ninguna antena de más de 610 m sobre el nivel del suelo para evitar que estas estructuras sean un peligro para la navegación aérea. En años recientes, la FAA ha solicitado que el límite de altura a una distancia de menos de 3048 m de una pista de aeropuerto se baje de 76 m a 49 m, debido a que ha aumentado la urbanización cerca de aeropuertos.
Hay algunas excepciones a las restricciones de altura para importantes infraestructuras de los aeropuertos, como las torres de radio, o para estructuras más antiguas que el aeropuerto. Estas estructuras tienen que estar marcadas con pintura roja y blanca, tener luces de seguridad aéreas en su cima, o ambos. A menudo también se tienen que instalar pintura roja y blanca o luces de seguridad aérea en estructuras altas (de más de 100 m) situadas lejos de aeropuertos.
Varias ciudades en los Estados Unidos tienen límites de altura locales, por ejemplo:
- Bellevue: máximo de 137 m en Downtown Bellevue, establecido a finales de los años noventa.[17]
- Madison: ningún edificio situado a menos de una milla (1609 m) del Capitolio del Estado de Wisconsin puede ser más alto que él (establecido en 1966).[18][19]
- San José: debido a la cercanía de Downtown San Jose al Aeropuerto Internacional de San José, ningún edificio dentro de los límites de la ciudad supera los 91 m.
- Portland: los límites de altura varían entre 23 m y 140 m por toda la ciudad, con el objetivo principal de proteger las vistas del Monte Hood y las West Hills.[20]
- Washington D. C.: los edificios están limitados a una altura igual a la anchura de la calle adyacente más 6 m hasta un máximo de 27 m en calles residenciales, 40 m en calles comerciales y 49 m en una pequeña parte de Pennsylvania Avenue. Estos límites de altura fueron aprobados por el Congreso de los Estados Unidos en 1889 a través del Height of Buildings Act of 1899 y posteriormente modificados por el Height of Buildings Act of 1910.[21][22]